# Tetris (film)
Tetris is een Amerikaans-Britse biografische dramafilm uit 2023, geregisseerd door Jon S. Baird.

## Verhaal
In de jaren tachtig probeert Henk Rogers, een Nederlander die opgroeide in New York en in Japan woont, zijn spel Go te verkopen op een beurs in Las Vegas, maar slaagt daar niet bepaald in. Zijn grootste concurrentie in de stad zijn de gokautomaten die mensen rijkdom beloven. Rogers is benieuwd wat de concurrentie te bieden heeft op de beurs.
Hij ontdekt een verslavend puzzelspel van draaiende en draaiende vallende kleurrijke blokken. Het spel heet Tetris. Rogers verwerft spontaan de computer- en arcaderechten voor Japan. Terwijl de andere zakenlieden geen bal geven om de uitvinder van het spel, wil Rogers dat Aleksej Pazjitnov hiervoor krediet en royalty's krijgt en probeert hij een vriendschap met hem op te bouwen. Dus bezoekt hij hem in Rusland.
Eenmaal daar komt Rogers terecht in een systeem dat niet beantwoordt aan zijn westerse idealen. De mensen lijken hier nog hebzuchtiger te zijn dan in het Westen. Vooral Nikolai Belikov, het hoofd van het Moscow Computer, Science Center en Pazjitnovs superieur en ook de corrupte KGB-officier Valentin Trifonov, die probeert zichzelf financieel veilig te stellen voordat het huidige regime van de Sovjet-Unie valt.

## Rolverdeling
| Acteur          | Personage          |
| --------------- | ------------------ |
| Taron Egerton   | Henk Rogers        |
| Toby Jones      | Robert Stein       |
| Roger Allam     | Robert Maxwell     |
| Nikita Yefremov | Aleksej Pazjitnov  |
| Anthony Boyle   | Kevin Maxwell      |
| Togo Igawa      | Hiroshi Yamauchi   |
| Ken Yamamura    | Minoru Arakawa     |
| Ben Miles       | Howard Lincoln     |
| Ayane Nagabuchi | Akemi Rogers       |
| Matthew Marsh   | Michail Gorbatsjov |
| Rick Yune       | Larry              |
| Oleg Stefan     | Nikolai Belikov    |
| Igor Grabuzov   | Valentin Trifonov  |

## Productie
In juli 2020 wordt de film over de geschiedenis van Tetris en de juridische strijd om zijn rechten tijdens de Koude Oorlog aangekondigd, met Jon S. Baird als regisseur en Taron Egerton in de rol van Henk Rogers. De opnames van de film begonnen in december 2020 in Glasgow. In februari 2021 verhuisden de opnames naar Aberdeen, dat werd gebruikt als het hoofdkwartier van de ĖLORG. Het filmen keerde daarna terug naar Glasgow, waar het op 3 maart 2021 werd afgerond. In 2022 is er wat extra gefilmd.

## Release
De film ging in première op 15 maart 2023 op het festival South by Southwest en werd op 31 maart 2023 uitgebracht door Apple TV+.

## Ontvangst
Op Rotten Tomatoes heeft Tetris een waarde van 80% en een gemiddelde score van 6,60/10, gebaseerd op 115 recensies. Op Metacritic heeft de film een gemiddelde score van 61/100, gebaseerd op 28 recensies.